# Synagoga Beth Israel w Nowym Jorku
Synagoga Beth Israel w Nowym Jorku – ortodoksyjna synagoga znajdująca się w Nowym Jorku na Manhattanie przy 347 West Street.
Synagoga została zbudowana w 1885 roku i w obecnej formie przetrwała do dziś.
W 2007 roku budynek synagogi został przykryty plakatem filmowym filmu Resident Evil: Zagłada. Mimo kontrowersji tego przedsięwzięcia, plakat nie wywołał sprzeciwu wśród lokalnej społeczności żydowskiej, a synagodze oraz kongregacji dostarczył dodatkowych środków finansowych.
Od 2008 roku głównym rabinem synagogi jest Jason Herman.